# Piccelatiegli
I piccelatiegli o susci sono una pietanza salata natalizia tipica del Basso Lazio, dei comuni di Castelforte e Santi Cosma e Damiano.

## Descrizione e ricettario
Il nome susci viene dal termine dialettale susciare, che significa soffiare: si consumano, infatti bollenti e si soffia per freddarli.
Sono una pietanza di origine povera; il fatto che contengano elementi "di pregio" come delle spezie è da mettere in relazione alla loro funzione natalizia.
La pasta è a base di farina, sale e lievito come per la preparazione della pizza, ma viene utilizzato, in sostituzione dell'acqua, succo d'arancia o vino bianco (ad esempio moscato). All'impasto vengono aggiunte spezie da dosare in base al proprio gusto che danno la "personalità" del piatto: cannella, chiodi di garofano.
La pasta viene impastata fino a diventare omogenea. Viene suddivisa in piccole porzioni che vengono distese schiacciandole delicatamente e facendole roteare sul piano di lavoro fino a diventare dei cilindri irregolari di circa un centimetro e mezzo di diametro e di lunghezza venticinque centimetri circa.
Questi cilindri vengono immersi completamente nell'olio bollente, tipicamente extravergine d'oliva. Nel calarli nella pentola, tenendoli da una estremità, si impone loro la forma che dovranno assumere: a spirale, a S, ecc.
Quando sono ben dorati in superficie vanno estratti dal tegame e posti su materiale assorbente se si vuole eliminare l'olio. Si mangiano appena la loro temperatura arriva a livelli accettabili, da cui appunto il nome "susci".
Appartengono alla stessa famiglia dei churros spagnoli (che invece sono dolci) e in generale degli stuzzichini fritti popolari, comuni in tutta Europa.